# Mohamed Salama Badi

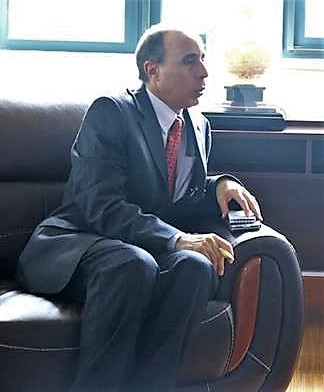
Mohamed Salama Badi in Osttimor (2019)

Mohamed Salama Badi (* 1966 in El Aaiún, Spanisch-Sahara; arabisch محمد سلامة بادي) ist ein Diplomat der Demokratischen Arabischen Republik Sahara.

## Werdegang
In seiner Jugend war Badi Aktivist und Syndikalist in der von Marokko besetzten Westsahara. An der Universität von Sétif in Algerien erhielt er einen Abschluss in Wirtschaft. Danach ging er nach Spanien um sein Studium weiterzuführen und erhielt dort schließlich einen Master im Studiengang „Konflikte, Frieden und Entwicklung“ an der Universidad Jaime I in Castellón de la Plana. Dem folgte ein Doktortitel von der Universität Granada. Bereits in den 1990er-Jahren begann Badi seine diplomatische Karriere als Chef der Generaldelegation der Demokratische Arabische Republik Sahara in Syrien. In den späten 2000er-Jahren wurde er Repräsentant für die Demokratische Arabische Republik Sahara im Panafrikanischen Parlament.
2010 folgte Badi Mohamed Kamal Fadel als Botschafter der Demokratischen Arabischen Republik Sahara in Osttimor. Seine Akkreditierung übergab Badi am 7. Juni. Am 16. Mai 2012 erhielt Badi von Präsident José Ramos-Horta den Ordem de Timor-Leste (Orden Osttimors), die höchste Auszeichnung des Landes.

## Sonstiges
Badi spricht Hassania (einen arabischen Dialekt) und Spanisch.